# Cadmus
Cadmus, també escrit Al-Qadmus (àrab: القدموس, al-Qadmūs), és una ciutat de Síria, que pertany a la província de Tartus, situada a 14 km al sud-est de Banias, en la costa Mediterrània.
Segons el cens del 2004, hi havia 5.551 habitants. Cadmus és la capital administrativa de la comarca (nahiyah) homònima, que conté 25 localitats i una població de 22.370 habitants (segons dades del 2004). Els seus residents són predominantment ismailís i alauites, cadascun d'aquests grups són aproximadament un 50% del total. Les viles de la rodalia estan habitades majoritàriament per alauites.
Cadmus Té les restes d'un castell, construït sobre una elevació a 850 msnm, des d'on es veu tota la ciutat, que fou la llar d'uns caps alauites de Síria, coneguts en l'edat mitjana pel nom d'assassins. La ciutat de Cadmus és també coneguda per la seva gran mesquita amb un minaret octogonal. En la seva economia la producció de tabac és una activitat important.

## Etimologia
El nom d'aquesta ciutat deriva de Cadme, que fou un príncep fenici, famós per haver introduït l'alfabet fenici (Φοινίκων γράμματα, Phoinikōn grammata) entre els grecs.

## Clima
El clima de Cadmus és temperat. L'hivern és més humit i plujós que l'estiu. Les temperatures mitjanes oscil·len entre els 16,2 °C i 1 °C. Anualment hi ha uns 1.286 mm de precipitacions.
| Dades climàtiques a Al-Qadmus                                                  | Dades climàtiques a Al-Qadmus | Dades climàtiques a Al-Qadmus | Dades climàtiques a Al-Qadmus | Dades climàtiques a Al-Qadmus | Dades climàtiques a Al-Qadmus | Dades climàtiques a Al-Qadmus | Dades climàtiques a Al-Qadmus | Dades climàtiques a Al-Qadmus | Dades climàtiques a Al-Qadmus | Dades climàtiques a Al-Qadmus | Dades climàtiques a Al-Qadmus | Dades climàtiques a Al-Qadmus | Dades climàtiques a Al-Qadmus |
| Mes                                                                            | gen                           | febr                          | març                          | abr                           | maig                          | juny                          | jul                           | ag                            | set                           | oct                           | nov                           | des                           | anual                         |
| ------------------------------------------------------------------------------ | ----------------------------- | ----------------------------- | ----------------------------- | ----------------------------- | ----------------------------- | ----------------------------- | ----------------------------- | ----------------------------- | ----------------------------- | ----------------------------- | ----------------------------- | ----------------------------- | ----------------------------- |
| Màxima mitjana °C (°F)                                                         | 10.2 (50.4)                   | 11.4 (52.5)                   | 14.9 (58.8)                   | 19.9 (67.8)                   | 24.2 (75.6)                   | 27.1 (80.8)                   | 28.4 (83.1)                   | 29.3 (84.7)                   | 27.7 (81.9)                   | 24.3 (75.7)                   | 18.4 (65.1)                   | 12.5 (54.5)                   | 20.69 (69.24)                 |
| Mínima mitjana °C (°F)                                                         | 3.5 (38.3)                    | 4.2 (39.6)                    | 6.2 (43.2)                    | 9.2 (48.6)                    | 13.0 (55.4)                   | 17.1 (62.8)                   | 19.9 (67.8)                   | 20.3 (68.5)                   | 17.1 (62.8)                   | 13.4 (56.1)                   | 9.1 (48.4)                    | 5.1 (41.2)                    | 11.51 (52.73)                 |
| Precipitació mitjana mm (polzades)                                             | 249 (9.8)                     | 217 (8.54)                    | 191 (7.52)                    | 111 (4.37)                    | 40 (1.57)                     | 7 (0.28)                      | 1 (0.04)                      | 3 (0.12)                      | 18 (0.71)                     | 57 (2.24)                     | 117 (4.61)                    | 275 (10.83)                   | 1.286 (50,63)                 |
| Mitjana de dies de neu                                                         | 3                             | 2                             | 0                             | 0                             | 0                             | 0                             | 0                             | 0                             | 0                             | 0                             | 0                             | 1                             | 6                             |
| Font: Weather Online, Weather Base, BBC Weather and My Weather 2, Climate data |                               |                               |                               |                               |                               |                               |                               |                               |                               |                               |                               |                               |                               |

## Història

### Època medieval
La fortalesa de Cadmus fou capturada pel príncep Bohemon I d'Antioquia l'any 1129. El 1130 o 1131 fou reconquerida pels musulmans. Posteriorment fou venuda a una família d'ismaïlites (anomenats assassins), una secta creada el 1132 per l'emir d'Al-Kahf, Sayf al-Mulk ibn Amrun. Vers el 1167 el cronista Benjamí de Tudela escriví que Cadmus era el quarter general dels assassins. Tot i que hi ha pocs detalls, se sap que Cadmus canvià de mans diverses vegades entre els croats i els assassins, abans de ser definitivament una possessió d'aquests darrers. El 1273 Cadmus fou capturada i annexada al Soldanat Mameluc per Bàybars I. Aquests permeteren que els ismaïlites l'administressin, havent jurat fidelitat al soldà An-Nàsir Muhàmmad (1294-1340). Quan l'xplorador Ibn Battuta visità Cadmus l'any 1355, durant el període mameluc, anotà que formava part de la comarca (niyabah) de Masyaf, la qual depenia de trípoli. Més tard, quan l'escriptor Al-Qalqashandi la visità el 1412, aquesta comarca havia estat segregada de Trípoli i transferida a la província de Damasc. A finals del segle xv, el govern abolí les taxes sobre la producció de cotó i seda en aquesta comarca.

### Període otomà
El 1683, durant el període otomà, el teòleg Abd-al-Ghaní ibn Ismaïl an-Nabulussí visità Cadmus i anotà que l'emir de la fortalesa era un membre dels tanúkhides, una tribu àrab que procedia de l'àrea de Batanea, al sud de Síria, on s'establiren durant l'època de l'Imperi Romà d'Orient.
En la dècada del 1830 Ibrahim Paixà d'Egipte destruí el castell de Cadmus durant la invasió khevidita del Llevant. Cadmus era la capital dels ismaïlites en aquell temps. També fou la capital d'una comarca que comprenia 177 viles. Les famílies més importants de la ciutat, de les quals en sortiren emirs, eren els Hejawiyah i els Suwaydaniya. En la dècada del 1840 el cap ismailita de Cadmus pressionà les autoritats otomanes per obtenir el permís per instaurar un assentament ismaïlita en la vila abandonada de Salamiyya, a l'est de Hama. L'actitud discriminadora de les comunitats d'alauites de la rodalia va fer que molts ciutadans de Cadmus emigressin a Salamiyya, tot i que Cadmus continuà sent el lloc més important des del punt de vista econòmic i administratiu de les poblacions del Jabal Bahra, equivalent a Safita. Els habitants de Cadmus s'especialitzaren en el comerç i l'artesania. Aquí venien a vendre els seus productes els pagesos d'Al-Annazah, Talin i Al-Shaykh Badr, des d'on exportaven cap a ciutats més grans com Hama, Trípoli and Beirut.
Mentre que la majoria dels ismaïlites de Síria es declaraven fidels a la dinastia Qasim Shahi de l'Aga Khan III l'any 1887, els ismaïlites de Cadmus i Masyaf romangueren fidels a la família de Muhammad Shahi. Eren coneguts amb el nom de la secta dels Ja'afariya que, vers el 1990 tenia 15000 membres. El barri de Salamiyah on es van instal·lar emigrants de Cadmus rep el nom de "al-Qadamisa".

### Època moderna
El desembre del 1918, durant la revolta alauita, comandada per Saleh al-Ali, contra les autoritats franceses, l'exèrcit francès estacionat a Cadmus intentà llançar una ofensiva contra el quarter general d'Al-Ali, situat a Al-Shaykh Badr. Les tropes d'Al-Ali derrotaren els francesos a prop de Wadi al-Oyun. Atès que el cap dels ismaïlites de Cadmus s'havia aliat amb els francesos, Al-Ali assaltà la ciutat poc després. L'exèrcit francès vingué per ajudar els seus aliats, però tornà a ser derrotat el 21 de febrer del 1919. Pel juliol del 1919 els francesos i Al-Ali acordaren la pau, encara que fou un acord violat per aquest darrer quan, des de la seva base a Cadmus, calaren foc a la vila de Kaff al-Jaz. Llavors, Al-Ali se'n venjà llançant un atac contra Cadmus.
Abans de la instauració del partit Baaz en el poder el 1963, l'àrea urbana de Cadmus estava concentrada al sud i a l'est de la ciutadella, i la majoria de les cases estaven construïdes molt juntes les unes de les altres. Hi havia un mercat (souk) i una mesquita. Entre els anys 1970 i 1980, durant la presidència de Hafez al-Àssad, la ciutat s'expandí cap al nord i cap a l'oest de la carretera que va de Masyaf a Baniyas. La cruïlla amb aquesta carretera ha esdevingut l'actual centre comercial de la ciutat. El turisme s'introduí a finals de la dècada del 1980, amb visites a l'antiga fortalesa. També és escollit com a lloc de vacances per gent d'altres llocs de Síria, sobretot ismaïlites.
Des del 1970 Cadmus ha perdut importància econòmica dins la regió. Això és degut en part, al creixement de la veïna Al-Shaykh Badr, a la qual viatja molta gent per fer compres. A més, les millores en les infraestructures de transport entre Baniyas i la rodalia fa que la gent de Hamam Wasel, al-Annazah i Talin prefereixin viatjar a Baniyas en comptes de Cadmus.
A començaments del 2005 sorgiren disputes violentes entre les comunitats ismaïlites i alauita de Cadmus. Sembla que tot va començar quan uns joves alauites increparen unes dones ismaïlites i aquestes es queixaren als seus parents masculins. Quan els parents denunciaren el fet al comandant de la policia, que era un alauita, aquest es negà a intervenir en la disputa. Després d'això, molts alauites boicotejaren els comerços del ismaïlites de Cadmus, especialment les botigues de catifes, mobles i dolços, comprant-los en altres mercats de la rodalia. Aquest s'enrabiaren per la baixada de les vendes i començaren a apedregar els propietaris de negocis alauites. Pel capvespre alguns alauites anaren a robar per les botigues i en cremaren 27, s'estima que les pèrdues van arribar als 10 milions de lliures sirianes. Un home de 75 morí durant els aldarulls i 13 acabaren ferits. Finalment dos batallons de l'exèrcit tancaren l'accés per carretera i detingueren 500 sospitosos per ser interrogats. Una delegació de civils anà a entrevistar-se amb el president Bashar al-Àssad per tal de trobar una solució. El cap del barri alauita (nahiyah) de Cadmus fou substituït per un cristià, refiant que serà neutral en els conflictes.